# Территориальная оборона
Территориальная оборона (сокращённо тероборона, ТО) — комплекс мероприятий, организуемых в военное время территориальными военными организациями для борьбы с диверсионно-разведывательными группами и десантами противника.
Этот термин также означает военизированные организации, организуемые, в особый период, для охраны и обороны территории и объектов на ней, и имеющие различные национальные названия.

## История
На конец XIX столетия, в Вооружённых силах Японской империи была Территориальная армия, а также и в Румынии.  
На начало XX столетия, во Франции, в военное время, для несения внутренней, тыловой и гарнизонной службы формировалась, из части войск (пехотные, кавалерийские, артиллерийские и инженерные) Территориальная армия. Также к терармии причислялись на время войны таможенная и лесная стражи. На начало XX столетия, во французскую территориальную армию зачислялись на 6 лет прошедшие действительную службу, после 7 лет пребывания в резерве, а по окончании этого срока они зачислялись на 9 лет в резерв Территориальной армии.
В этот период времени ополчение итальянской армии называлось Территориальная милиция. На начало XX столетия, в Территориальной милиции числились 7 лет отбывшие срок действительной службы и принадлежности к резерву и к подвижной милиции.
На начало XX столетия, в Австрии ополчение насчитывало 445 000, в Италии территориальная милиция 1 630 000, во Франции резервы территориальной армии 900 000 человек личного состава, всего можно было считать по меньшей мере 5 000 000, так что в случае общеевропейской войны под ружьё могло стать свыше 14 000 000 человек.
До начала широкой механизации армии в начале XX века, в глубоком тылу противника могли эффективно действовать либо отдельные диверсанты, либо незначительные отряды, имеющие лишь тактические цели. Для борьбы с ними было достаточно ополчения (казаки, милиции, ландштурм и так далее), формируемого по территориальному и остаточному принципу. 
В Союзе ССР, в 1920-х — 1930-х годах, в Красной армии Вооружённых сил, наряду с постоянными кадровыми войсками, существовали территориальные войска, созданные по милиционной системе строительства вооружённых сил. Территориальные (милиционные) формирования Красной армии комплектовались военнообязанным населением ближайших населенных пунктов. Личный состав территориальных частей Красной армии делился на постоянный (кадровый) и переменный состав. Постоянный состав территориальной части, который составлял 1/10 — 1/6 численности всего людского состава, служит непрерывно два года, а переменный состав, составляющий 9/10 — 5/8 общего людского состава части, состоял на военной службе пять лет, но обучение проходит на краткосрочных, длительностью в один — три месяца, сборах. Общая продолжительность сборов переменного состава в течение пяти лет — 8 — 12 месяцев.
В XX веке, по мере перехода к массовым армиям и все большей их зависимости от тылового обеспечения, появилось понятие прифронтовой полосы, в пределах которой располагались резервные соединения и части, а также тыловые учреждения армий. На этой территории устанавливался особый режим для гражданского населения и предусматривались действия своих войск на случай прорыва регулярных войск противника. На остальной же территории воюющего государства территориальная оборона организовывалась с целью противодействия десантно-диверсионным силам противника.

## По государствам

### Современные формы
Во многих государствах и странах существуют специальные войска территориальной обороны, которые, как правило, развёртываются лишь в военное время, а в мирное время представляют собой ополчение (милицию), которое время от времени проводит сборы и тренировки:
- Беларусь: Территориальные войска Белоруссии
- Великобритания: Армейский резерв Великобритании[англ.]
- Германия:
  - Территориальная армия[нем.] (до 2001 года)
  - Батальоны защиты родины[нем.][13][14] (до 2007 года)
  - Региональные силы охраны и поддержки[нем.] (в настоящее время)
- Греция Национальная гвардия Греции
- Дания: Силы защиты родины[англ.]
- Казахстан: Территориальные войска
- Куба: Ополчение территориальных войск[англ.]
- Латвия: Земессардзе
- Литва
  - Вооружённые силы Литвы
    - Армия
      - Командование военных комендатур
      - Сухопутные силы
        - Добровольческие силы охраны края (KASP) (активный резерв в составе вооружённых сил)

    - Военизированные подразделения МВД — погранохрана, жандармерия, служба охраны руководства (выполняют функции теробороны до полной интеграции в вооружённые силы)
    - Союз стрелков Литвы (военизированная организация)
    - Отряды самообороны (организуются муниципалитетами из вооружённых граждан и кружками охотников в военное время)[15][16][17]
- Норвегия: Силы защиты родины[англ.]
- Польша: Войска территориальной обороны Польши
- Россия: Территориальная оборона (Россия) (с 2022 года)[18][19][20]
- США: Национальная гвардия США
- Таиланд: Студенты территориальной обороны[англ.]
- Украина: Силы территориальной обороны ВСУ
- Финляндия: Войска территориальной обороны Финляндии[англ.]
- Швеция: Силы защиты родины
- Эстония: Союз обороны Эстонии

### Ранее существовавшие
- Австро-Венгрия:
  - Австрийский ландштурм
  - Венгерский ландштурм
- Великобритания:
  - Йоменство
  - Территориальные силы Великобритании[англ.] (1908—1921)
  - Отряды местной обороны (1940—1945)
- Германская империя: Германский ландштурм
- Нацистская Германия: Фольксштурм (1945)
- Нидерланды: Ландштурм Голландии
- Югославия: Территориальная оборона (1969—1990)
- Османская империя: Мустагфис
- Швейцария: Швейцарский ландштурм
- Япония:
  - Территориальная армия[21]
  - Народный добровольческий корпус (1945)
- Канада: Гвардия ветеранов Канады (1939—1947) — комплектовалась в основном немолодыми людьми, имевшими боевой опыт Первой мировой войны.